# Hans Aage Rolsted
Hans Aage Rolsted, danski general, * 20. maj 1884, † 24. maj 1966.